# Cachoeira da Iponina

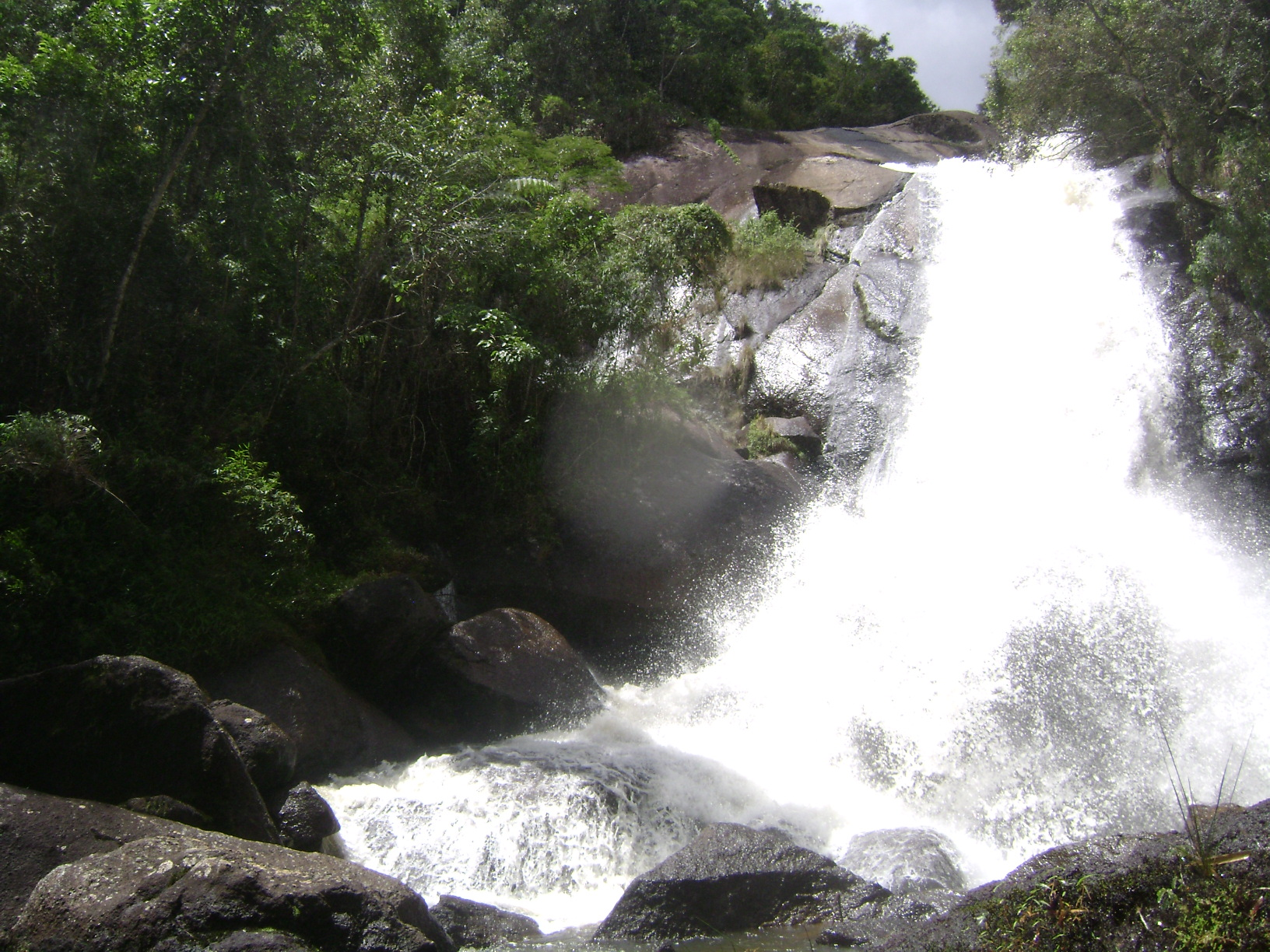
Cachoeira da Iponina

A Cachoeira da Iponina é uma cachoeira com uma queda de aproximadamente 20 metros de altura, localizada na zona rural do município de Joanópolis (SP). Recebe esse nome em homenagem à antiga proprietária da fazenda onde a mesma fora descoberta, Dona Iponina, uma senhora de família tradicional da cidade.